# Żandarmeria Narodowa
Żandarmeria narodowa (od sierpnia 1863 roku – „straż narodowa”) – oddziały żandarmerii działające w czasie powstania styczniowego powołane przez Rząd Narodowy. Wyznaczono im zostały zadania z zakresu fiskalnego, przeprowadzanie werbunku do polowych oddziałów powstańczych, nadzorowanie dyscypliny w oddziałach powstańczych i komórkach konspiracji miejskiej, zadania kontrwywiadowcze oraz typowe zadania policyjne. Żandarmeria Narodowa zastąpiła działającą wcześniej „straż bezpieczeństwa”, utworzoną w Warszawie przez Włodzimierza Lempkego.

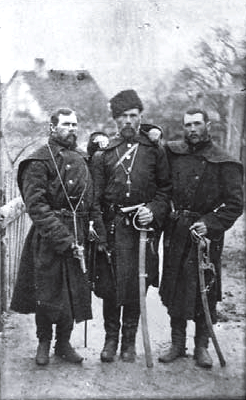
Polska Żandarmeria Narodowa z czasów powstania styczniowego

## Historia
Żandarmeria narodowa została utworzona w maju 1863 roku, po przejęciu władzy w Rządzie Narodowym przez stronnictwo „Czerwonych”. Przywódcą żandarmerii został Paweł Landowski. Na pierwszy etapie działalności powołano w Warszawie cztery oddziały liczące w sumie ok. 200-250 żandarmów. Powołano też piąty-tajny oddział tzw. „sztyletników”. Oficerowie pełnili funkcje nieodpłatnie, szeregowi otrzymywali żołd w wysokości 50 kopiejek dziennie.
W czerwcu 1863 roku rozpoczęto tworzenie struktur „terenowych”, zmierzających do tego, by w każdym powiecie działał oddział żandarmerii. W praktyce miały one pełnić funkcję terenowych delegatur Rządu Narodowego.
13 sierpnia 1863 roku Rząd Narodowy swoim dekretem przemianował Żandarmerię Narodową na „straż narodową” jednak w powszechnym użyciu pozostała poprzednia nazwa.

## Zadania
Żandarmerii Narodowej wyznaczono zadania z zakresu fiskalnego (egzekwowanie podatków, karanie za uchylanie się od jego płacenia), przeprowadzanie werbunku do polowych oddziałów powstańczych, nadzorowanie dyscypliny w oddziałach powstańczych i komórkach konspiracji miejskiej, zadania kontrwywiadowcze (tropienie szpiegów i zdrajców) oraz typowe zadania policyjne np. ściganie pospolitych bandytów. Żandarmi mieli obowiązek niesienia pomocy wszystkim członkom organizacji narodowej. Zwalczali zdrajców i donosicieli, nadzorowali drukarnie i warsztaty narodowe, zajmowali się ekspedycją poczty powstańczej, czuwali nad realizacją dekretów Rządu Narodowego.